# Línea 125 (Montevideo)
La línea 125 es una línea urbana de Montevideo, que une la Ciudad Vieja con Playa del Cerro.

## Características
Opera en modalidad de circuito todos los días de la semana. En los días fines de semana su recorrido suele tener como destino intermedio a la terminal del Cerro.

## Recorridos y paradas
Atraviesa en ambos sentidos los barrios Ciudad Vieja, Centro, La Aguada, Arroyo Seco, Bella Vista, Capurro, Prado, Paso Molino, Belvedere, La Teja y Cerro.
| Ida - 25 de Mayo - Juncal - Cerrito - Juan Lindolfo Cuestas - Buenos Aires - Liniers - San José - Andes - Mercedes - Avenida General Rondeau - General Carballo - Avenida Agraciada - San Quintín - Juan B.Pandiani - Avenida Carlos María Ramírez - Ramón Tabarez - Pedro Castellino - Zona B (Terminal del Cerro) - Egipto - Estados Unidos - Grecia - Inglaterra - Vizcaya - Suiza - Playa del Cerro | Vuelta - Playa Cerro - Suiza - Grecia - Berna - Portugal - Avenida Carlos María Ramírez - Avenida Doctor Santín Carlos Rossi - Doctor Pedro Castellino - Zona A (Terminal del Cerro) - Egipto - Japón - Rotonda salida del Cerro - Avenida Carlos María Ramírez - Avenida Agraciada - Paraguay - Avenida Libertador Juan Antonio Lavalleja - Avenida Uruguay - 25 de Mayo, continúa sin espera... |

### Paradas
Ida
| Código | Paradas                 |
| ------ | ----------------------- |
| 4041   | Juncal                  |
| 4763   | Bartolomé Mitre         |
| 4764   | Treinta Y Tres          |
| 4765   | Zabala                  |
| 4773   | Pérez Castellano        |
| 4774   | Guaraní                 |
| 5106   | 25 de Mayo              |
| 4929   | Washington              |
| 4769   | Guaraní                 |
| 4770   | Colón                   |
| 4771   | Misiones                |
| 4772   | Ituzaingó               |
| 5108   | Juan Carlos Gómez       |
| 5109   | 18 de Julio             |
| 4549   | Río Branco              |
| 4023   | Paraguay                |
| 3927   | Paysandú                |
| 3928   | Valparaíso              |
| 3929   | Asunción                |
| 3930   | Nicaragua               |
| 3931   | Guatemala               |
| 567    | Colombia                |
| 568    | Francisco Tajes         |
| 569    | General Caraballo       |
| 3728   | Estación Agraciada      |
| 3729   | Entre Ríos              |
| 3730   | García Morales          |
| 3742   | Evaristo Ciganda        |
| 3743   | Urdaneta                |
| 3745   | Bulevar Artigas         |
| 1576   | Juan Blanco             |
| 1577   | Capurro                 |
| 4211   | Enrique Turini          |
| 4255   | Valentín Gómez          |
| 1565   | Zufriategui             |
| 1567   | Juan Antonio Artigas    |
| 1145   | José Freire             |
| 1211   | Belvedere               |
| 1294   | Vicente Basagoity       |
| 1212   | Avenida Batlle y Berres |
| 1296   | Gobernador del Pino     |
| 1297   | Vicente Yáñez Pinzón    |
| 1298   | Real                    |
| 1299   | Agustín Muñóz           |
| 1300   | Pedro Giralt            |
| 1301   | Rivera Indarte          |
| 1302   | Humboldt                |
| 1303   | Camambú                 |
| 4815   | Vigo                    |
| 4925   | Egipto                  |
| 4793   | Grecia                  |
| 1110   | Burdeos                 |
| 1111   | Bélgica                 |
| 1112   | Austria                 |
| 1113   | Rusia                   |
| 1114   | Holanda                 |
| 1115   | Prusia                  |
| 1116   | Juan Viacaba            |
| 1117   | Barcelona               |
| 1118   | República Argentina     |
| 1119   | Norteamérica            |
| 1218   | Chile                   |
| 1120   | Bogotá                  |
| 1121   | Vizcaya                 |
| 1122   | Suiza                   |
| 5510   | Rambla José Gurvich     |

### Destinos intermedios
Ida
- Plaza Independencia
- Terminal del Cerro

Vuelta
- Ciudadela
- Zufriategui (Paso Molino)